# Samcerus serendipus
Samcerus serendipus är en insektsart som beskrevs av Medler 1993. Samcerus serendipus ingår i släktet Samcerus och familjen Flatidae. Inga underarter finns listade i Catalogue of Life.